# Sant Joan (Reus)
El Barri de Sant Joan de Reus, va sorgir de la iniciativa del senyor Pàmies (d'on que també s'anomenés Parcel·les Pàmies) cap a finals de la dècada de 1960, amb l'urbanisme incontrolat de l'època, quan era necessari buscar lloc per l'onada d'emigració espanyola. Es varen crear petites parcel·les de 200 metres quadrats cadascuna on es varen edificar edificis modestos, de vegades només barraques, en els terrenys del que havia estat el mas del Santjoan, d'aquí el nom actual de la urbanització. Està situada arran del Camí Vell de la Selva i de la via del tren de Lleida, a la partida dels Estellers.
El seu problema principal va ser el quedar separat de la ciutat per la via del tren. Un pas a nivell (amb barrera) separava als vianants i vehicles d'un ràpid accés o sortida de la urbanització. En el boom dels xalets unifamiliars de la dècada de 1980 les barraques varen reformar-se per a convertir-se en xalets i les edificacions de més volada també es van reformar i millorar, amb un considerable increment dels preus. Cap a l'any 2000, es va obrir un itinerari alternatiu que portava a la zona nord de creixement de Reus, on s'han construït habitatges, hotels i centres comercials, i es va tancar el pas a nivell que donava a l'Avinguda de l'11 de Setembre, millorant sensiblement el barri i contribuint en part a la revalorització de la zona.
El barri té una associació de veïns, bastant activa. Disposa d'un local social. Cada any el 24 de juny, la nit de Sant Joan, s'organitza la revetlla amb l'actuació d'una orquestra que es perllonga fins a la matinada. El barri no té comerços ni d'altres serveis, però sí que disposa dels serveis municipals i públics habituals.
Actualment (2004) té 244 habitants.